# روكي بابتيست
روكي بابتيست (بالإنجليزية: Rocky Baptiste)‏ (8 يوليو 1973 في المملكة المتحدة - ) هو لاعب كرة قدم بريطاني في مركز الهجوم. لعب مع إبسفليت يونايتد وستيفيناغ بوروه ونادي فارنبوروه ونادي لوتون تاون ونادي مارغيت وميدنهد يونايتد ‏ ونادي هايز ونادي كينغستونيان وهافانت أند ووترلوفيل وThurrock F.C. ‏ وإيه أف سي ويمبلدون وEastbourne Town F.C. ‏ وHarrow Borough F.C. ‏ ووينجيت آند فينشلي.

## وصلات خارجية
- روكي بابتيست على موقع قاعدة بيانات كرة القدم.إي يو (الإنجليزية)
- روكي بابتيست على موقع Soccerbase.com (لاعب) (الإنجليزية)